# 오야마촌 (효고현 간자키군)
오야마촌(大山村)은 효고현 간자키군에 있던 촌이다. 현재의 가미카와정 중부에 해당한다.